# Lisa Zane
Pour les articles homonymes, voir Zane.
Elizabeth Frances "Lisa" Zane (née le 5 avril 1961) est une actrice américaine.

## Biographie

### Jeunesse
Lisa Zane, née à Chicago, est la fille de Thalia et William George Zane, Sr. qui étaient tous deux des acteurs amateurs et les fondateurs d'une école de techniciens médicaux. Ses deux parents sont d'origine grecque. Elle est la sœur aînée de l'acteur Billy Zane.
La famille de Lisa Zane, de leur nom grec d'origine Zanikopoulos, anglicise ce nom en Zane au temps des grands-parents. Les Zane tiennent une école de techniciens médicaux à Chicago,. Sa mère Thalia est originaire de Chios, son père Georges (William Sr.) est Magniote.

### Carrière
Son premier rôle a été dans le film de 1989, Heart of Dixie. Elle a aussi joué, la même année, dans le film Gross Anatomy. Ses autres rôles célèbres sont dans les films à suspense  Bad Influence en 1990 et La Fin de Freddy : L'Ultime cauchemar en 1991, dans lequel elle interprète le rôle de Maggie Burroughs. Elle apparaît en 2005 dans le film indépendant Cruel But Necessary.
Elle a tenu de nombreux rôles au théâtre, notamment celui de Rita dans la pièce Prelude to a Kiss de Craig Lucas ainsi que celui de Cleo dans la pièce Robbers de Lyle Kessler.
Son premier rôle a été dans l'adaptation de La Cerisaie par David Mamet au Goodman Theatre.
Elle a joué dans quelques séries télévisées. Elle interprète, le rôle de Melina Paros dans La Loi de Los Angeles de 1992 à 1993, celui de Joanne Meltzer dans l'éphémère série Profit, pourtant favorablement reçue par la critique et celui de la reine Diana dans Roar. Elle a prêté sa voix à Miss Hulk dans série télévisée d'animation des années 1990, L'Incroyable Hulk et plus récemment à Charley dans la version originale des Motards de l'espace. Lisa a tenu le rôle récurrent de Diane Leeds dans la série télévisée Urgences. Elle a fait de nombreuses apparitions dans d'autres séries télévisées, entre autres dans Lifestories: Families in Crisis, Au-delà du réel, Amy, Division d'élite. En 2006, elle apparaît en guest star dans la série télévisée New York, police judiciaire.
Lisa Zane est aussi chanteuse et compositeur-interprète BMI. En 2006, elle est reconnue comme l'une de leurs auteurs-compositeurs de l'année par le Songwriters Hall of Fame.

## Filmographie

### Actrice

#### Cinéma
- 1989 : Gross Anatomy : Luann
- 1989 : Les années copain : M.A.
- 1989 : Pucker Up and Bark Like a Dog : Taylor
- 1990 : Bad Influence : Claire
- 1990 : The Age of Insects : Sara
- 1991 : Femme fatale (en) : Cynthia
- 1991 : La Fin de Freddy : L'Ultime Cauchemar : Maggie Burroughs
- 1991 : The Passion of Martin : Rebecca
- 1994 : Floundering : Jessica
- 1994 : Unveiled : Stephanie Montgomery
- 1995 : Terrified : Pearl
- 1996 : Baby Face Nelson : Helen Womack
- 1996 : The First Man
- 1997 : The Nurse : Laura Harriman
- 1999 : Le prix du doute : Ariana Harpwood
- 2001 : Monkeybone : Medusa
- 2001 : The Kidnapping of Chris Burden
- 2001 : The Secret Pact : Denise Wokowski
- 2005 : Cruel But Necessary : Gynecologist
- 2013 : The Girl from Nagasaki : Jazz Singer
- 2013 : The Gun, the Cake and the Butterfly : Opera Singer
- 2017 : Game Day : Ricki's Mom
- 2021 : Later Days : Madame D'coy
- 2021 : Alex/October : Betty

#### Courts-métrages
- 1996 : The Nervous Breakdown of Philip K. Dick
- 1999 : The Lovely Leave
- 2016 : Daisy

#### Télévision

##### Séries télévisées
- 1989 : Gideon Oliver
- 1991 : My Life and Times : Lilly
- 1992 : Human Target : Robin
- 1992 : Middle Ages : Nora Conover
- 1992-1993 : La loi de Los Angeles : Melina Paros
- 1994 : Diagnostic: meurtre : Meg Westlin
- 1994 : Lifestories: Families in Crisis : Lori
- 1995 : Iron Man : Madame Masque
- 1995 : The Great Defender : Rhoda
- 1995 : Urgences : Diane Leeds
- 1996 : L'Incroyable Hulk : She-Hulk / Jennifer Walters
- 1996-1997 : Profit : Joanne Meltzer
- 1997 : Roar, la légende de Conor : Queen Diana
- 1998 : Au-delà du réel - l'aventure continue : Natalie Grainger
- 2002-2003 : Dinotopia : Le Sage
- 2003 : Amy : Mrs. Novins
- 2003 : Dragnet : Deborah Larson
- 2004 : Division d'élite : Lisa
- 2006 : New York - Police judiciaire : Sophia Keener
- 2006 : Point Pleasant, entre le bien et le mal : Anne Gibson
- 2006-2007 : Biker Mice from Mars : Charley / Carol / Native #1 / ...
- 2009 : Southland : Lana Schmidt
- 2011 : Cinemassacre's Monster Madness : Maggie Burroughs
- 2017 : Chicago Justice : Judge Fotis

##### Téléfilms
- 1991 : Babe Ruth : Claire Hodgson Ruth
- 1994 : Natural Selection : Elizabeth Braden
- 1994 : XXX's & OOO's : Louisia
- 1995 : Fatale rivale : Lynne
- 2000 : La pièce manquante : Renata
- 2000 : Un amour à toute épreuve : Karen Ravetch
- 2006 : Si près de moi! : Roxanne

### Réalisatrice

#### Cinéma
- Prochainement : Woman on a Train

### Productrice

#### Cinéma
- Prochainement : Woman on a Train

### Scénariste

#### Cinéma
- Prochainement : Woman on a Train